# 伊予鉄道連絡線
連絡線（れんらくせん）は、愛媛県松山市の平和通一丁目停留場から上一万停留場までを結ぶ伊予鉄道の軌道路線。
同社の城北線の直線上に位置し、城南線と接続している。

## 路線データ
- 路線距離（営業キロ）：平和通一丁目 - 上一万間0.1km[1]
- 軌間：1067mm
- 停留場数：2（起終点含む）
- 複線区間：全線単線[1]
- 電化区間：全線電化（直流600V）
- 閉塞方式：特殊自動閉塞式（トロリーコンタクター式）[2]

## 運行形態

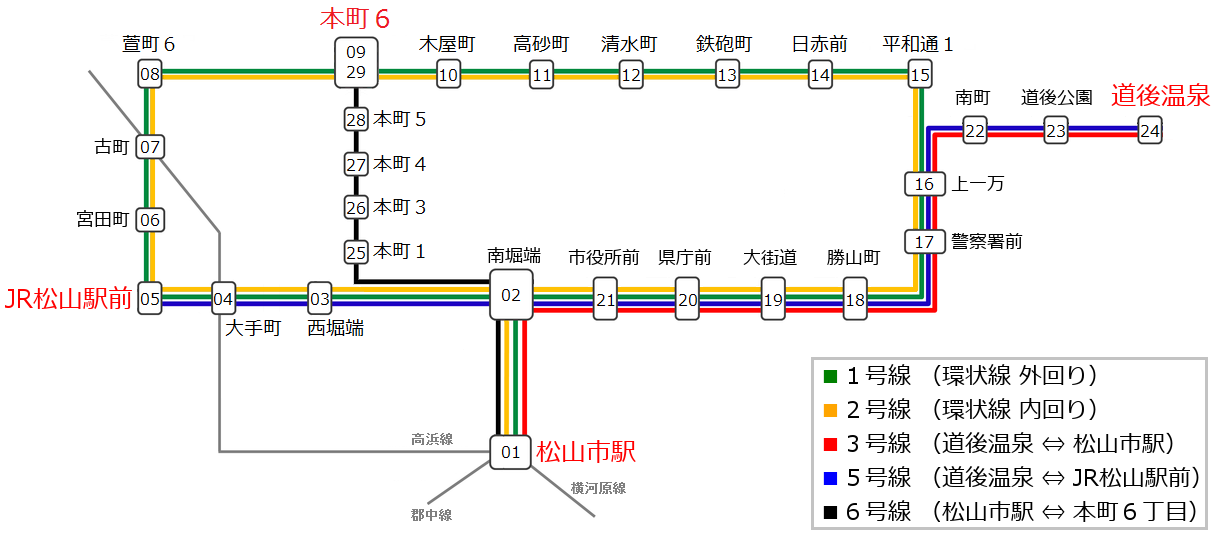
市内線の系統図

| 系統   | 運行区間                                          | 乗り入れる区間 |
| ------ | ------------------------------------------------- | -------------- |
| ■1号線 | 松山市駅→JR松山駅前→木屋町→鉄砲町→大街道→松山市駅 | 連絡線全区間   |
| ■2号線 | 松山市駅→大街道→鉄砲町→木屋町→JR松山駅前→松山市駅 | 連絡線全区間   |

## 歴史
前身となる城北線は1927年（昭和2年）4月3日に開業、一万駅（現・上一万停留場）で城南線と接続された。当時は城南線道後温泉方面より城南線南堀端方面および城北線へ分岐する構造となっていた。
その後1969年に城北線・城南線の環状運転を開始する際、城南線南堀端方面より城北線へ分岐する構造に変更し、平和通一丁目停留場を新設した。この際、平和通一丁目 - 上一万間は城南線の支線へと変更された。さらにその後、城南線から独立し「連絡線」の名が与えられている。
- 1927年（昭和2年）4月3日：城北線 木屋町 - 一万（現在の上一万）間が開業。
- 1969年（昭和44年）12月1日：平和通一丁目停留場開業。城北線の平和通一丁目 - 上一万間が廃止され、城南線の支線として平和通一丁目 - 上一万間が開業。城南線からの分岐を道後温泉方面からの分岐から、警察署前方面からの分岐に変更。
- 2018年（平成30年）：この年の『鉄道要覧』より平和通一丁目 - 上一万間が城南線から分離され、連絡線の名称で独立して記載[3][4]。

## 停留場一覧
- 全停留場が愛媛県松山市に所在。
- ○：坊ちゃん列車へ降車のみ可能

| 番号 | 停留場名           | 営業キロ | 系統 | 系統 | 系統 | 系統 | 系統 | 接続路線         |
| ---- | ------------------ | -------- | ---- | ---- | ---- | ---- | ---- | ---------------- |
| 15   | 平和通一丁目停留場 | 0.1      |      |      |      |      |      | 伊予鉄道：城北線 |
| 16   | 上一万停留場       | 0.0      | 1    | 2    | 3    | 5    | ○    | 伊予鉄道：城南線 |